# Karl Zeiger
Karl Friedrich Heinrich Zeiger (* 19. November 1895 in Bad Weilbach; † 27. Januar 1959 in Hamburg) war ein deutscher Anatom und Hochschullehrer.

## Werdegang
Zeiger studierte nach dem Abitur in Mainz Medizin an den Universitäten Frankfurt sowie München. Er wurde 1921 zum Dr. med. promoviert und approbiert. Er habilitierte sich 1925. Danach war er als Privatdozent für Anatomie und Entwicklungsgeschichte beziehungsweise ab 1930 als nebenamtlicher außerordentlicher Professor an der Universität Frankfurt a. M. tätig.
Zu Beginn der Zeit des Nationalsozialismus trat er am 1. Mai 1933 in die NSDAP ein. Des Weiteren gehörte er dem NS-Lehrerbund sowie NS-Dozentenbund an und war auch HJ-Gebietsarzt.
1935/36 übernahm er eine Lehrstuhlvertretung an der Universität Marburg und wirkte ab 1936 als außerordentlicher Professor und Vorstand der Abteilung für Histologie und Embryologie an der Universität Königsberg. 1941 wurde er als ordentlicher Professor an die Universität Hamburg berufen, wo er auch als Direktor dem Anatomischen Institut vorstand.
Nach der Befreiung vom Nationalsozialismus wurde er im Rahmen der Entnazifizierung 1945 von dem Lehrstuhl entbunden, auf den er jedoch 1947 zurückkehren konnte und bis zu seinem Tod innehatte.

## Wissenschaftliche Mitgliedschaften
1955 wurde er in die Deutsche Akademie der Naturforscher Leopoldina gewählt (Sektion Anatomie). Zudem war er Mitglied der Joachim-Jungius-Gesellschaft der Wissenschaften.

## Schriften
- Physikochemische Grundlagen der histologischen Methodik, Steinkopff, Dresden/Leipzig 1938
- Topographische Anatomie des Armes in Bildern, Reinhardt, München 1944 (gemeinsam mit Hans Bluntschli)